# Балдуїн V
Балдуїн V (1177 — 1186) — король Єрусалиму (1185–1186).

## Біографія
Народився 1177 року в Єрусалимі. Син Сибіли, доньки короля Аморі I, та Вільгельма III Монферратського. У віці одного року втратив батька. Мати майже не цікавилася сином. Був під опікою Раймунда III Триполійського. З дитинства відрізнявся слабким здоров'ям, огрядністю. Разом з тим зарано виявив схильність до знань.
У 1183 році його дядько король Балдуїн IV оголосив Балдуїна своїм співволодарем. Після смерті у 1185 році короля-дядька почалася запекла боротьба за владу між Сибілою, її чоловіком Гі де Лузіньяном, тамплієрами, з одного боку, та Раймундом III Триполійським і Жосленом III де Куртене, з іншого. Зрештою регентом став граф Триполі, який перевіз Балдуїна до Наблуса, де коронував 16 березня. Потім разом із двором перебрався до Акри, де знаходився під охороною лицарів-тамплієрів.
За час правління Балдуїн V майже не виходив зі свого палацу. Внаслідок своїх хвороб помер уже в серпні 1186 року. Його смерть призвела до нового етапу боротьби за владу в Єрусалимському королівстві між сестрами — Сибілою й Ізабелою.